# Edelmiro Molinari
Edelmiro Molinari (8 de julio de 1947) es un guitarrista, bajista, compositor, cantante y productor argentino. Fue integrante del grupo Almendra, uno de los grupos fundacionales del rock argentino, y de Color Humano. En 1974 emigró a Estados Unidos y residió en California. Regresó en 1982 y formó la banda Edelmiro y La Galletita con quienes grabó un cuidado LP. Desde entonces residió parte en su país y parte en Estados Unidos hasta su regreso definitivo en 1999. Hoy vive en Buenos Aires Argentina.
En su edición de septiembre de 2012, de la revista Rolling Stone, posicionó a Molinari en el número 11º  de Los cien mejores guitarristas según la revista Rolling Stone

## Biografía
El primer grupo de Edelmiro Molinari fue Los Sbirros. En 1967 fue cofundador de Almendra, junto a Luis Alberto Spinetta, Emilio del Guercio y Rodolfo García.  
Molinari tocaba la primera guitarra del grupo, componía y también cantaba algunos temas; sobre todo a partir del segundo álbum de la banda. 
Posteriormente formó Color Humano, con Rinaldo Rafanelli en bajo y David Lebón en batería, este último reemplazado luego por Oscar Moro, en un formato de power trio con el sonido de su guitarra emulando a Jimi Hendrix.[cita requerida] El primer álbum de Color Humano iba a estrenarse en 1972, en el estadio Luna Park, en un festival junto a Billy Bond y la Pesada del Rock and Roll y otras bandas, pero por incidentes ocurridos antes del comienzo (el público rompió todas las butacas) el mismo se suspendió antes de empezar.
En la segunda mitad de los años setenta Edelmiro Molinari se radicó en Estados Unidos, y paralelamente produjo artísticamente a muchos grupos. En 1979 se produjo el reencuentro de Almendra, para el que organizaron dos recitales en el Estadio Obras y una gira nacional. Hubo un segundo regreso a fines de 1980, del cual surgió El Valle Interior, trabajo que presentaron luego en Obras.
En 1982 colaboró con Ricardo Soulé, en una obra conceptual llamada Romances de Gesta, grabado en Estados Unidos. Este disco, inspirado en la leyenda del Cid Campeador, salió al mercado como un álbum solista de Soulé. Molinari compuso dos canciones para dicho álbum, "El Valle del Espejo" y "Vuelo 144", y fue coautor de "No Tengo Destino" junto a Soulé.
Molinari editó su primer disco solista en 1983, junto a su banda soporte La Galletita con Skay Beilinson.

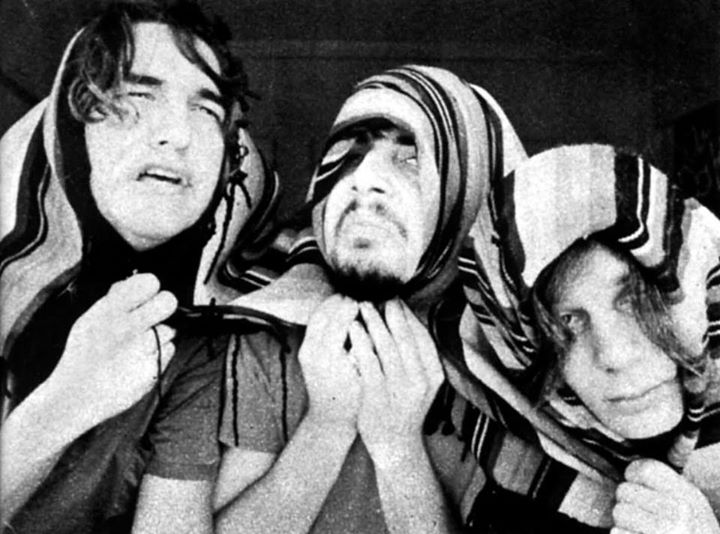
Edelmiro Molinari, Pappo Napolitano y Claudio Gabis. Foto de Jose Luis Perotta para el reportaje de Sergio Makaroff en Revista Cronopios (1969).

En 1995 Color Humano volvió a reunirse en el escenario de The Roxy. El recital fue grabado y editado como un disco en vivo. En 1996, tocó con Conejo Jolivet y Eduardo Rogatti, en unas actuaciones denominadas, Noches de Guitarras Eléctricas. Después de vivir más de 25 años en el exterior regresó a Argentina. En 2000 se fue a vivir con su esposa Claudia Ramollino a Viña del Mar, Chile, donde nació su hijo Jidu. En 2004 presentó su trío, integrado por el bajista uruguayo Daniel Maza Correa y el baterista Sebastián Peyceré.
En 2005 lanzó Expreso de agua santa, un disco completamente independiente, que combina versiones de clásicos como "Mestizo" y "Cosas rústicas" con canciones nuevas. Desde 2006 a 2009 residió en Buenos Aires, dedicándose de lleno a los ensayos para la esperada reunión de Color Humano junto a Rinaldo Rafanelli y Sebastián Peyceré, que se llevó a cabo a fines de 2008, con dos shows el 30 de noviembre y 5 de diciembre en Buenos Aires. En marzo de 2009 se mudó a la localidad de Carpintería (San Luis), donde siguió tocando en trío con los músicos locales Guillermo Pissaco en bajo y Luis Ocampo en batería. 
Entre 2010 y 2011 grabó el disco Contacto con Sebastián Peyceré en batería y Luis Ocampo en bombo legüero y cajón peruano. En este disco, además de grabar las guitarras eléctricas y voz, Molinari también estuvo a cargo de las líneas de bajo. Participaron como invitados Gabriel Conejo Jolivet (solo de guitarra eléctrica y rítmicas en "No pibe"), Chizzo Nápoli, Skay Beilinson, Claudia Ramollino y Uki Tolosa. Contacto fue presentado el 6 de octubre en el Teatro Colonial de Avellaneda. Los músicos que acompañaron a Molinari en este concierto fueron Bernardo Baraj (saxo), Daniel Maza (bajo), Conejo Jolivet (guitarra eléctrica y slide), Luis Ocampo (cajón peruano y bombo legüero), Sebastián Peyceré (batería), y Uki Tolosa (coros).

## Premios y reconocimientos
En mayo de 2019 fue declarado Personalidad destacada de la Ciudad Autónoma de Buenos Aires en el ámbito de la cultura por la Legislatura de la Ciudad Autónoma de Buenos Aires.

## Discografía

### Sencillos Almendra
- "Hoy todo el hielo en la ciudad" / "Campos verdes" (1968)
- "Tema de Pototo" / "El mundo entre las manos" (1968)
- "Muchacha (ojos de papel)" / "Ana no duerme" (1969)
- "Hermano perro" / "Mestizo" (1970)

### Almendra
- Almendra (1969)
- Almendra II (1970)
- Almendra en Obras I (en vivo) (1980)
- Almendra en Obras II (en vivo) (1980)
- El valle interior (1980)

### Color Humano
- Color Humano (1972)
- Color Humano 2 (1973)
- Color Humano 3 (1973)
- En el Roxy (en vivo, 1995)

### Ricardo Soulé
- Romances de Gesta  (1982)

### Solista
- Edelmiro y la Galletita (1983)
- Expreso de agua santa (2006)
- Contacto 2012 (2012)